# Dichotomius rotundigena
Dichotomius rotundigena là một loài bọ cánh cứng trong họ Bọ hung (Scarabaeidae).